# MADE IN JAPAN (V6の曲)
「MADE IN JAPAN」（メイド・イン・ジャパン）は、V6の2枚目のシングル。1996年2月14日にavex traxから発売された。

## 解説
V6のシングルとしては、初めてオリコンチャート1位を獲得した作品である。
初回特典として「V6 HOT LINE （VOICE & PHOTO CARD）」封入。電話をかけて、IDナンバーをインプットすると メンバーのメッセージが聞けるテレフォンサービス。 1回しか使用できないが、 使用後はパスケースなどにジャストサイズの プロマイドになるので、初回特典ものでは、ダントツで人気だった。
後に#1の作曲を務めたユーロビートミュージシャンのデイブ・ロジャースがセルフカバーし、SUPER EUROBEATVOL.150に収録された。
2022年4月17日時点の累計売上枚数は約45.9万枚（オリコン調べ）であり、V6のシングルでは『愛なんだ』、『MUSIC FOR THE PEOPLE』、『WAになっておどろう』に次いで4番目に売上が多い。

## 収録曲
1. MADE IN JAPAN [4:22]
作詞：平井森太郎
ラップ詞：motsu
作曲：Giancarlo Pasquini-Jennifer Batten
編曲：星野靖彦
  - フジテレビ系『第27回春の高校バレー』イメージソング
  - 坂本のみソロパート(ラップ)が与えられている。それ以外は1曲を通じて全員で歌唱している。
2. 大丈夫 [6:30] - Coming Century
作詞：Coming Century
作曲・編曲：星野靖彦
  - 森田剛主演 ANB系ドラマ『シャドウ商会変奇郎』エンディングテーマ
3. MADE IN JAPAN（カラオケ）
4. 大丈夫（カラオケ）

## 収録アルバム
- 『SINCE 1995 〜 FOREVER』（#1, 2）
  - 両曲ともアルバム・バージョンを収録（#2はメドレーの1曲としてシングル・バージョンも収録されている。）。
- 『"HAPPY" Coming Century, 20th Century Forever』（初回限定盤）（#1）
  - メドレーの一曲として収録。
- 『Very best』（#1）
- 『SUPER Very best』（#1）
- 『PLAYZONE'96 RHYTHM』（#1）
- 『Very6 BEST』（#1, 2）
  - #2は あなたのお名前入りスペシャルBOX盤のみ シングル・バージョンを収録。

## 映像作品
- LIVE FOR THE PEOPLE （#1, 2）
- Film V6 -CLIPS and more- （#1）
- SKY （#2）
- SPACE -from V6 Live Tour'98- （#1）
- VERY HAPPY!!! （#1, 2）
- LOVE&LIFE 〜V6 SUMMER SPECIAL DREAM LIVE 2003〜 （#1）
- Very best LIVE -1995〜2004- （#1）
- 10th Anniversary CONCERT TOUR 2005 "musicmind" （#1）
- V6 LIVE TOUR 2008 VIBES （#1）
- 20th Century LIVE TOUR 2009 HONEY HONEY HONEY/We are Coming Century Boys LIVE Tour 2009 （#2）
- V6 LIVE TOUR 2015 -SINCE 1995〜FOREVER- （#1）
- LIVE TOUR 2017 The ONES （#1）
- LIVE TOUR V6 groove（#1）